# Çavuşdere, Arıcak
Çavuşdere là một xã thuộc huyện Arıcak, tỉnh Elâzığ, Thổ Nhĩ Kỳ. Dân số thời điểm năm 2011 là 14 người.